# یواس‌اس ریبوک (۱۸۵۶)
یواس‌اس ریبوک (۱۸۵۶) (به انگلیسی: USS Roebuck (1856)) یک کشتی بود که طول آن ۱۳۵ فوت (۴۱ متر) بود. این کشتی در سال ۱۸۵۶ ساخته شد.